# 洛赫維察

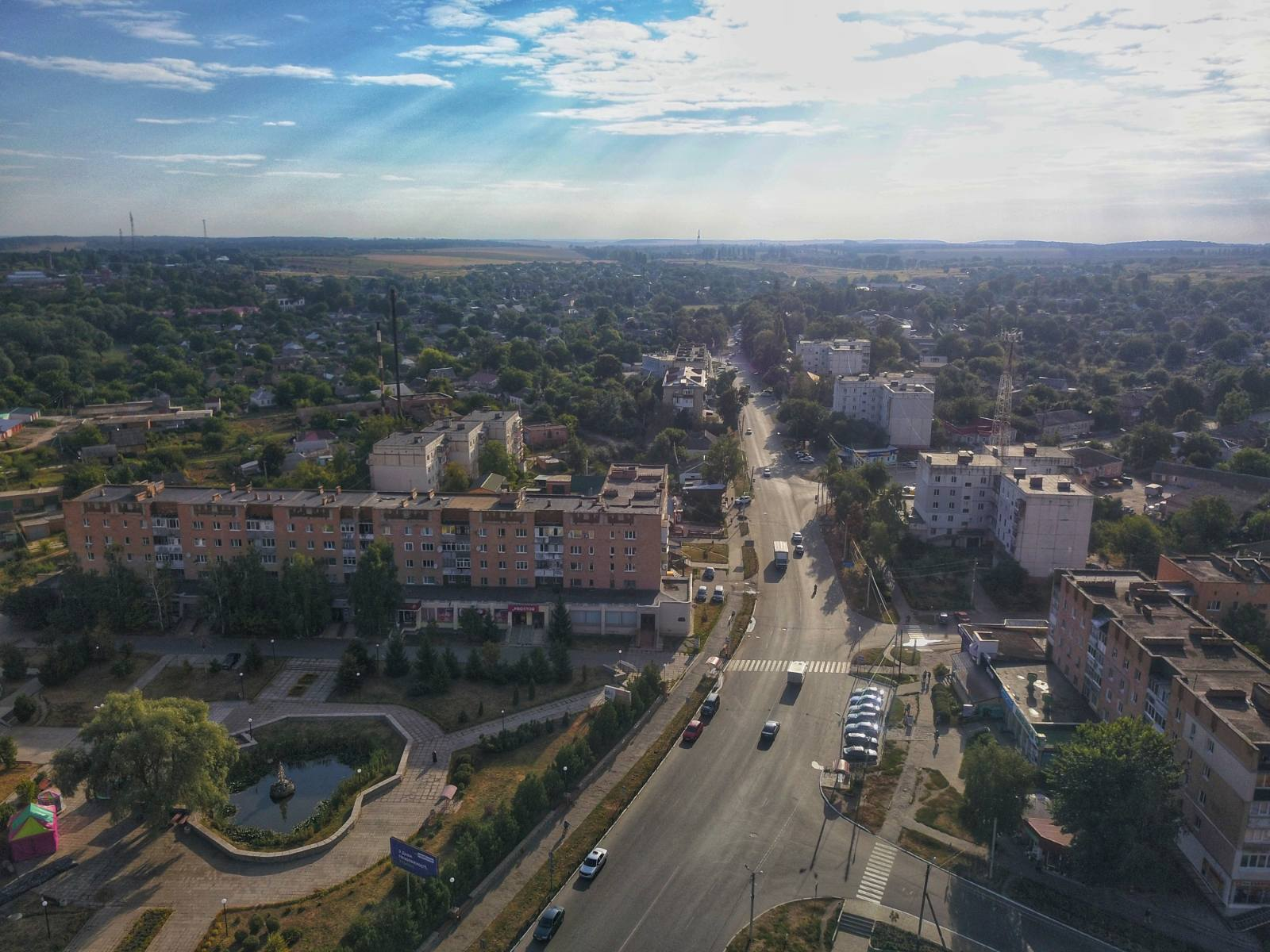
洛赫維察市主街

洛赫維察（烏克蘭語：Лохвиця）是烏克蘭中部波爾塔瓦州米爾霍羅德區洛赫维察市镇内的城市及其行政中心。距離州府波爾塔瓦127公里，海拔高度105米，面積30.88平方公里，2022年人口11,000。